# Marija Kolesnikowa (Klimaaktivistin)

Marija Kolesnikowa (2020)

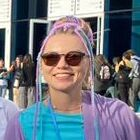
Marija Kolesnikowa bei einem Meeting des Climate Action Network 2022

Marija Alexandrowna Kolesnikowa (kirgisisch Мария Александровна Колесникова; * 1987 oder 1988) ist eine kirgisische Umweltaktivistin. Sie ist Direktorin von MoveGreen und Vertreterin ihres Landes beim Climate Action Network.

## Biographie
Marija Kolesnikowa studierte von 2000 bis 2005 an der kirgisisch-türkischen High School Aychurek in Bischkek Informatik, Sprach- und Literaturwissenschaften. Ebenfalls in Bischkek absolvierte sie anschließend bis 2010 an der Kirgisisch-Russischen Slawischen Universität einen Masterstudiengang in Journalismus und Public Relations. 2018 schloss sie an der Prague Media School ein Training in strategischer Kommunikation und Marketing auf Social Media ab.
Von 2011 bis 2014 arbeitete Marija Kolesnikowa als Journalistin, Bloggerin und Medienexpertin für die Menschenrechtsorganisation Bir Duino Kyrgyzstan. Seit 2015 ist sie Direktorin der kirgisischen Umweltschutzorganisation MoveGreen. Diese beschäftigt sich unter anderem mit der Prävention von Naturkatastrophen, umfangreicher Bildungsarbeit und Aufforstungsprogrammen. Weitere Schwerpunkte sind die Überwachung der Luftqualität in der kirgisischen Hauptstadt Bischkek, wo neben dem Verkehr die Verbrennung von Müll und alten Reifen für massive Luftverschmutzung sorgt. MoveGreen baute ein umfangreiches Bürgermonitoring-System auf, die erhobenen Daten zu Feinstaub und anderen Schadstoffen stehen der Bevölkerung über eine Mobile App in Echtzeit zur Verfügung, über die auch angepasste Maßnahmen zur Prävention initiiert werden können.
Seit 2017 ist Kolesnikowa Vertreterin Kirgisistans beim Climate Action Network im kasachischen Almaty.
Im Dezember 2018 wurde Marija Kolesnikowa von den Behörden der PIS-Regierung am Warschauer Flughafen ebenso wie 15 weiteren Aktivisten aus Kirgisistan, Russland, der Ukraine und Georgien, die an den internationalen UN-Klimaverhandlungen (COP24) in Kattowitz teilnehmen wollten, an der Einreise gehindert, da durch sie die „öffentliche Sicherheit“ beeinträchtigt würde.

## Auszeichnungen
- 2018 Tereschkewitsch-Jugendumweltpreis[4]
- 2021 Champions of the Earth Award des Umweltprogramms der Vereinten Nationen (UNEP)[5]